# 嗜鰕截頜鯉
嗜鰕截頜鯉（学名：Ospatulus palaemophagus）为輻鰭魚綱鯉形目鲤科的一個種，被IUCN列為瀕危保育類動物，分布於亞洲菲律賓民答那峨島拉瑙湖流域，為特有種，體長可達12.8公分，棲息在中底層水域。